# Jan-Matejko-Haus

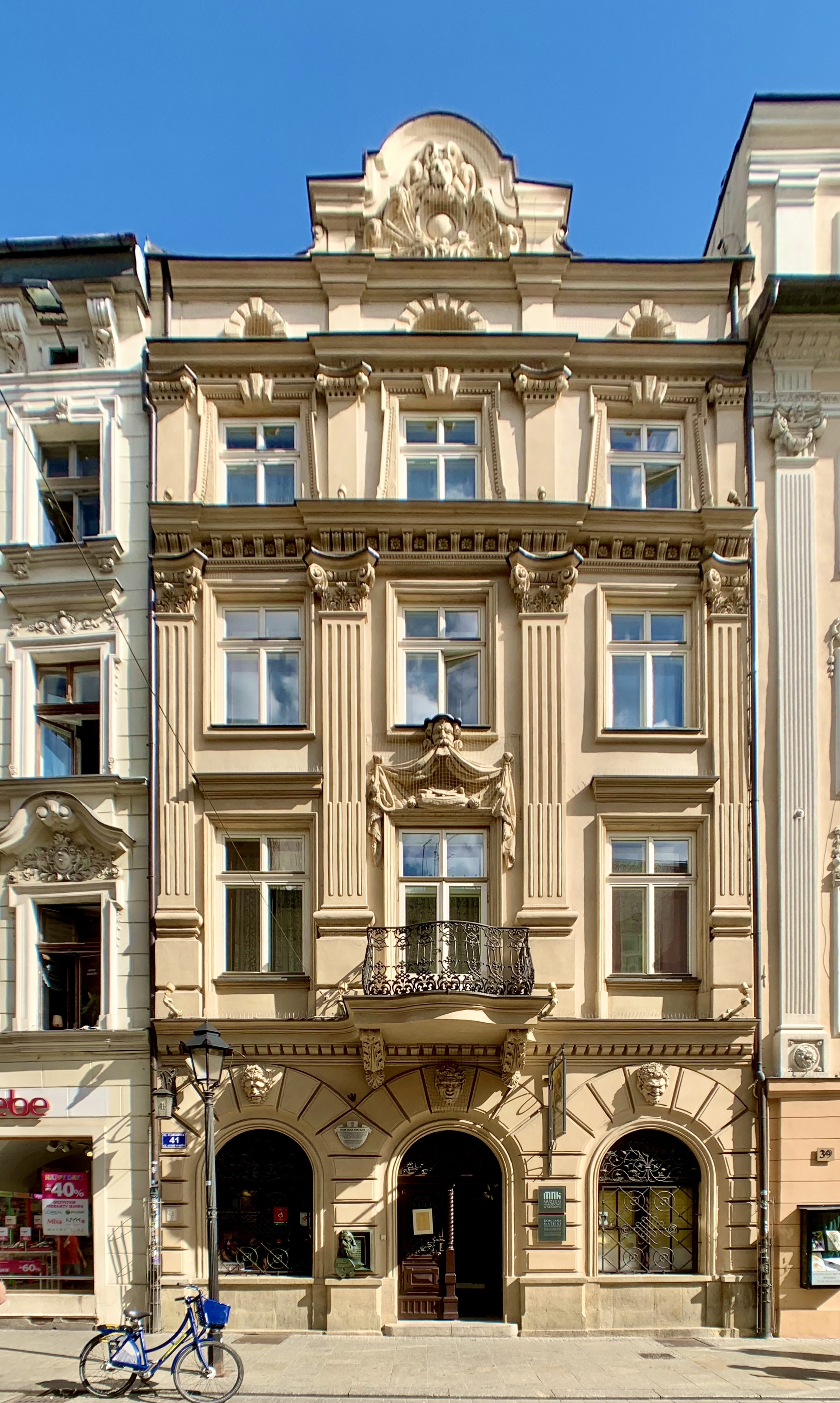
Das Jan-Matejko-Haus

Das Jan-Matejko-Haus in Krakau, ul. Floriańska 41 ist ein dem Maler Jan Matejko (1838–1893) gewidmetes Museum, der dort geboren ist und sein ganzes Leben dort verbrachte.
Das Haus wurde im 16. Jahrhundert errichtet und wurde mehrmals im 17., 18. und 19. Jahrhundert umgebaut. Im Jahre 1872 entwarf Jan Matejko gemeinsam mit dem Architekten Tomasz Pryliński eine neue Fassade.
Zwei Jahre nach dem Tode des Malers erwarb die Jan-Matejko-Gesellschaft das Haus samt einem Teil der Sammlungen von der Familie des Verstorbenen. Am 1. Mai 1896 wurden die ersten Räume dem Publikum zugänglich gemacht.
Im Jahre 1904 wurde das Jan Matejko Haus zur Zweigstelle des Krakauer Nationalmuseums erklärt.
Im ersten Obergeschoss befinden sich die Wohnräume der Familie Matejko, im zweiten Obergeschoss sein Geburtszimmer und im dritten Obergeschoss das Atelier.